# Cafarsit
Cafarsit ist ein sehr selten vorkommendes Mineral aus der Mineralklasse der „Oxide und Hydroxide“ mit der idealisierten chemischen Zusammensetzung (Ca7,8Na0,8Mn0,5REE0,4)Σ=9,5(Ti3,9Fe3+2,1Fe2+0,9Mn2+0,1)Σ=7,0(AsO3)14F0,5 und damit chemisch gesehen ein Calcium-Natrium-Titan-Eisen-Arsenit mit zusätzlichen Fluor-Ionen.
Cafarsit kristallisiert im kubischen Kristallsystem und entwickelt im Allgemeinen kuboktaedrische oder dodekaedrische Kristalle bis etwa drei Zentimeter Größe. Die Oberflächen der nur in dünnen Splittern durchscheinenden Kristalle zeigen bei frischen Proben einen starken, halbmetallischen Glanz.
Die Typlokalität von Cafarsit ist das Gebiet Wannigletscher – Westflanke des Scherbadung (Monte Cervandone) (Koordinaten des Gebietes Wannigletscher-Scherbadung) im Kriegalptal, einem sich nach Südosten erstreckenden Seitental des Binntals im Kanton Wallis in der Schweiz. Hier konnte das Mineral in Form bis 4,5 cm großer, flächenreicher Kristalle gefunden werden, deren tragende Form vom Hexaeder {100}, vom Oktaeder {111} oder vom Pentagondodekaeder {310} gebildet wird. Auf der Kluftwand oder auf anderen Mineralen sitzen für gewöhnlich Einzelkristalle des Minerals. In der Goldlagerstätte „Hemlo“ in Ontario/Kanada tritt Cafarsit hingegen in Form von derben, feinkörnigen Aggregaten auf.

## Etymologie und Geschichte

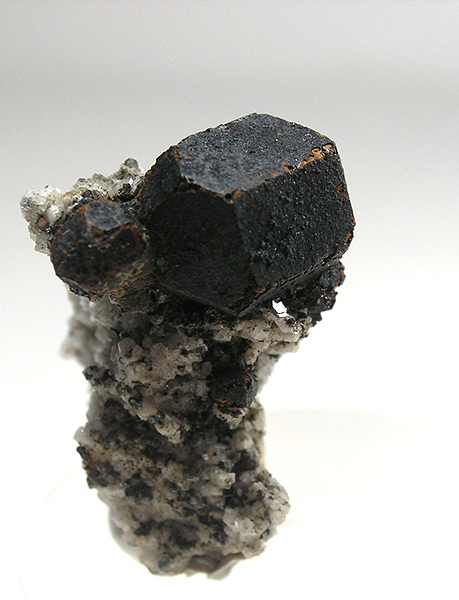
Kuboktaedrischer Cafarsit-Kristall aus dem Gebiet Wannigletscher-Scherbadung, Kriegalptal, Binntal, Wallis, Schweiz (Größe: 2,5 cm × 1,6 cm × 1,5 cm)

Das später Cafarsit benannte Mineral ist erstmals im Jahre 1880 aus der Lärcheltini-Zone, Binntal, Wallis, Schweiz, beschrieben worden:

„Eine Gneißstufe von der Alp Lercheltiny, welche unsere Sammlung Herrn Seligmann in Coblenz verdankt, zeigt neben Eisenglanz und Adular, als jüngere Bildung aufgewachsen, einen rostbraunen Krystall von 1–1½ cm Durchmesser, eine Combination des Oktaëders mit dem Hexaëder, ersteres etwas vorherrschend, und vom Ansehen einer Pseudomorphose von Brauneisenerz etwa nach Pyrit. Eine kleine Probe der Substanz lieferte jedoch bei der qualitativen Prüfung neben Eisenoxyd und Wasser einen Gehalt an Arsen, wahrscheinlich als arsenige Säure in dem Mineral enthalten. Da dasselbe keine Spur von Schwefelsäure enthält, so liegt die Vermutung nahe, daß es aus Arseneisen durch Oxydation entstanden sei, d.h. aus der bisher noch nicht aufgefundenen, krystallographisch dem Pyrit entsprechenden Verbindung FeAs2. Ob diese Vermutung richtig ist, kann natürlich nur durch die Auffindung der noch nicht umgewandelten Substanz entschieden werden, zu deren Aufsuchung vielleicht diese kurze Notiz die Anregung gibt.“

Heinrich Adolph Baumhauer schlug 1913 für das kubisch kristallisierende Vorläufermineral des auch von ihm als Pseudomorphose betrachteten rostbraunen Minerals den Namen Arsenoferrit vor. Noch Henri Balder beschrieb den Arsenoferrit in Form von maximal 2 cm großen Kristallen, die von etwas verändertem Pyrit schwer zu unterscheiden und mit Quarz, Adular und Hämatit vergesellschaftet sind. Dieses Mineral glaubten auch William F. Foshag & Maxwell Naylor Short im Jahre 1930 in Erzen aus Jáchymov, Tschechien, gefunden zu haben – jedoch konnte Martin J. Buerger das von ihnen beschriebene Mineral als Löllingit identifizieren, der bekanntlich im orthorhombischen System kristallisiert. Der Name Arsenoferrit wurde damit hinfällig und das hypothetische Mineral verschwand von der mineralogischen Landkarte.
Am 16. September 1963 fand der schweizerische Mineraloge und spätere Professor am Mineralogisch-Petrographischen Institut der Universität Basel Stefan Graeser in Klüften der Zweiglimmergneise der nach dem Monte Leone benannten Monte-Leone-Decke im Gebiet Wannigletscher – Scherbadung zwei unbekannte Minerale, von denen eines bis 3 cm große, dunkelbraune kubische Kristalle mit rauen Oberflächen und das andere zitronengelbe, 0,5 mm große Tafeln bildet. Bereits nach ersten chemischen und röntgendiffraktometrischen Untersuchungen stellten sich beide als neue Minerale heraus.
Diese Arbeiten standen in Zusammenhang mit Untersuchungen zur Klärung der Herkunft der arsenhaltigen Lösungen, die an der Entstehung der Arsen-Sulfosalze der Lagerstätte Grube Lengenbach beteiligt waren.
Nach intensiven weiteren Untersuchungen wurde das dunkelbraune kubische Kristalle bildende Mineral der International Mineralogical Association (IMA) vorgelegt, die es 1965 als neues Mineral anerkannte. Im Jahre 1966 erfolgte die wissenschaftliche Erstbeschreibung dieses Minerals durch Stefan Graeser im schweizerischen Wissenschaftsmagazin Schweizerische mineralogische und petrographische Mitteilungen als Cafarsit (englisch Cafarsite). Der Autor benannte es nach den wichtigsten an der Zusammensetzung des neuen Minerals beteiligten chemischen Elementen Calcium (Ca), Eisen (lateinisch Ferrum) (F) und Arsen (Ars) als CaFArs-it. Die Identität von Cafarsit mit dem Arsenoferrit aus dem Kollergraben (Chollergraben) der Lärcheltini-Zone hatte bereits Stefan Graeser in der Typpublikation angenommen – endgültig erwies sie sich bei Untersuchungen von Arsenoferrit-Kristallen aus Museumssammlungen in den 1970er Jahren.
In der Typpublikation war der Cafarsit noch als wasserhaltiges Arsenat angesehen worden. Erst 1977 konnten Andreas Edenharter und Kollegen zeigen, dass der Cafarsit kein Arsenat mit der funktionellen [As5+O4]3−-Gruppe, sondern ein Arsenit mit der sauerstoffärmeren funktionellen [As3+O3]3−-Gruppe darstellt. Dass das Mineral kein Kristallwasser, sondern Fluor-Ionen enthält, ist sogar erst 2018 von zwei verschiedenen Arbeitsgruppen gezeigt worden.
Das Typmaterial für Cafarsit (Holotyp) wird unter der Katalognummer SG749 in der Sammlung des Naturhistorischen Museums Basel, Schweiz, aufbewahrt. Eine weitere Typstufe befindet sich in der Sammlung des Natural History Museum in London, Vereinigtes Königreich (Sammlungsnummer 1966,434).
Bereits im Sommer 1965 fand der Strahler Anton Imhof aus Binn auf der italienischen Südostseite des Scherbadung (korrekterweise also am Monte Cervandone) Kristalle von über 3 cm Kantenlänge und einem Gewicht von maximal 48 Gramm.

## Klassifikation
In der veralteten 8. Auflage der Mineralsystematik nach Strunz gehörte der Cafarsit zur Mineralklasse der „Phosphate, Arsenate und Vanadate“ und dort zur Abteilung „Wasserfreie Phosphate, Arsenate und Vanadate mit fremden Anionen“, wo er zusammen mit Bøggildit, Brasilianit und Lacroixit sowie dem Cirrolit (auch Kirrolith) mit zweifelhaftem Mineralstatus die „Kirrolith-Brasilianit-Gruppe“ mit der Systemnummer VII/B.12 bildete.
Im zuletzt 2018 überarbeiteten und aktualisierten Lapis-Mineralienverzeichnis nach Stefan Weiß, das sich im Aufbau noch nach dieser alten Form der Systematik von Karl Hugo Strunz richtet, erhielt das Mineral die System- und Mineral-Nr. IV/J.04-020. In der „Lapis-Systematik“ entspricht dies der Klasse der „Oxide und Hydroxide“ und dort der Abteilung „Arsenite (mit As3+)“, wo Cafarsit zusammen mit Armangit, Ekatit, Magnussonit, Segerstromit, Tooeleit und Zimbabweit eine unbenannte Gruppe mit der Systemnummer IV/J.04 bildet.
Die von der International Mineralogical Association (IMA) zuletzt 2009 aktualisierte 9. Auflage der Strunz’schen Mineralsystematik ordnet den Cafarsit ebenfalls in die Klasse der „Oxide und Hydroxide“ und dort in die Abteilung der „Arsenite, Antimonite, Bismutite, Sulfite, Selenite und Tellurite“ ein. Diese ist weiter unterteilt nach der möglichen Anwesenheit von Kristallwasser und/oder zusätzlicher Anionen, so dass das Mineral entsprechend seiner Zusammensetzung in der Unterabteilung „Arsenite, Antimonide, Bismutide, ohne zusätzliche Anionen, mit H2O“ zu finden ist, wo es als einziges Mitglied die unbenannte Gruppe 4.JC.05 bildet.
Die vorwiegend im englischen Sprachraum gebräuchliche Systematik der Minerale nach Dana ordnet den Cafarsit wie die veraltete Strunz’sche Systematik in die Klasse der „Phosphate, Arsenate und Vanadate“ und dort in die Abteilung der „Sauren und normalen Antimonite, Arsenite und Phosphite“ ein. Hier ist er als einziges Mitglied in der unbenannten Gruppe 45.01.04 innerhalb der Unterabteilung „Saure und normale Antimonite, Arsenite und Phosphite mit verschiedenen Formeln“ zu finden.

## Chemismus
Achtzehn Mikrosondenanalysen an Cafarsit von der Typlokalität lieferten 11,91 % TiO2; 0,07 % V2O3; 8,06 % FeO; 1,62 % MnO; 16,65 % CaO; 0,95 % Na2O; 0,12 % SnO2; 56,87 % As2O3; 0,56 % Y2O3; 0,17 % La2O3; 0,95 % Ce2O3; 0,15 % Pr2O3; 0,46 % Nd2O3 (Summe 98,56 %), woraus sich auf der Basis von 16,5 Kationen bzw. 14 Arsen-Atomen pro Formeleinheit die empirische Formel (Ca7,79Na0,81Mn0,50REE0,40)Σ=9,50(Ti3,91Fe3+2,1Fe2+0,9Mn2+0,10)Σ=7,0(AsO3)14F0,5 errechnen lässt.
Die erste, am Institut für Kristallographie und Petrologie der ETH Zürich durchgeführte Analyse durch P. Thommen und Max Weibel ergab 13,0 % CaO; 5,0 % MnO; 11,0 % Fe2O3; 8,5 % TiO2; 60,0 % As2O5 und 2,4 % H2O (Summe 99,9 %). Diese Analyse war von Graeser zur theoretischen Zusammensetzung Ca5,6Fe3,3Ti2,5Mn1,7(AsO4)12·4H2O vereinfacht worden, welche 13,14 % CaO; 5,15 % MnO; 11,31 % Fe2O3; 8,52 % TiO2; 58,81 % As2O5 und 3,07 % H2O (Summe 100,00 %) erfordert hätte. Im Gegensatz zur Typpublikation und zur ersten Arbeit über die Kristallstruktur des Cafarsits von Andreas Edenharter und Kollegen im Jahre 1977 haben Georgia Cametti und Kollegen (2018) am Cafarsit von der Typlokalität rund 2,5 Gew.-% REE2O3 mit hauptsächlich Cer sowie Yttrium, Lanthan, Praseodym und Neodym nachgewiesen. Yttrium war in der Typpublikation zwar qualitativ über Röntgenfluoreszenzanalyse, nicht aber bei der quantitativen nasschemischen Analyse festgestellt worden.
Im Verlaufe der zahlreichen Arbeiten über die chemische Zusammensetzung des Cafarsits hat sich gezeigt, dass Cafarsite von unterschiedlichen Fundorten zum Teil beträchtliche Variationen in ihrer chemischen Zusammensetzung zeigen. Cafarsit von „Hemlo“ in Ontario/Kanada weist im Gegensatz zu den Cafarsiten aus schweizerischen und italienischen Fundorten hohe Gehalte an Vanadium und Mangan (4,7 % V2O3; 6,3 % MnO), etwas Aluminium (0,7 % Al2O3) sowie keine nachweisbaren REE-Gehalte auf. Die Cafarsite aus den Alpen zeigen hingegen deutliche REE-Gehalte sowie kaum Vanadium. Sie sind auch manganärmer als Cafarsit aus „Hemlo“ – jedoch besitzen die Cafarsite aus dem Mättital wesentlich höhere Mangan-Gehalte als diejenigen aus der Lärcheltini-Zone. Ferner sind die alpinen Cafarsite chemisch nicht homogen. Sie lassen mit zwei Wachstumsgenerationen mit jeweils unterschiedlichen REE-Gehalten einen charakteristischen zonaren Aufbau erkennen.
Die Elementkombination Ca–Na–Ti–Fe–As ist unter den derzeit bekannten Mineralen einzigartig; damit existieren keine Minerale, die eine ähnliche chemische Zusammensetzung wie Cafarsit aufweisen.

## Kristallstruktur

Kristallstruktur von Cafarsit in kationenzentrierter polyedrischer Darstellung und Standardorientierung. Farblegende: #74D057 As
1. 5A96BD Ca
2. 78CAFF Ti
3. B57100 Fe
4. A8089E Mn
5. FE0300 O
6. B0b9E6 F

Bereits in der Typpublikation wurde Cafaesit als kubisch-disdodekaedrisch erkannt. Auch neueste Untersuchungen zeigen, dass Cafarsit im kubischen Kristallsystem in der Raumgruppe Pn3 (Raumgruppen-Nr. 201) mit dem Gitterparameter a = 15,9614 Å sowie vier Formeleinheiten pro Elementarzelle kristallisiert.
Entsprechend den ersten Vorstellungen bestand die Kristallstruktur des Cafarsits aus trigonalen AsO3-Pyramiden, die mit MΦ4–6-Polyedern verbunden sind, wobei für „M“ Ca, Ti, Fe und Mn stehen. Obwohl das Mineral als hydratisiert angesehen wurde, konnte keine Position für das H2O-Molekül in der verfeinerten Struktur lokalisiert werden; darüber hinaus war im entsprechenden Strukturmodell auch kein Raum vorhanden, in dem potentielle H2O-Moleküle Platz finden.
Im neuesten, von der IMA verwendeten Modell besteht die Struktur des Cafarsits ebenfalls aus trigonalen AsO3-Pyramiden, die mit MO6-Polyedern (M = Ca,Mn, Fe, Ti) verknüpft sind. Im Gegensatz zu früheren Arbeiten ist im Strukturmodell eine F-Position enthalten. Vier Ca1-Atome bilden hier ein Pseudo-Tetraeder um das Fluor-Ion. Die MO6–8-Polyeder sind mit den trigonalen AsO3-Pyramiden verbunden. Die Ca1-Position ist siebenfach koordiniert mit sechs O-Positionen (3 × O7 und 3 × O2) sowie einer F-Position, die in den bisherigen Strukturverfeinerungen noch nicht nachgewiesen war.
Die Ca2- und Ca3-Positionen sind achtfach koordiniert. Die Ca3-Position ähnelt dabei der dodekaedrischen X-Position in einer Granat-Struktur, wobei das zentrale Kation parallel zu den langen Ca3-O5-Bindungen verschoben ist. Mit der Ausnahme der neuen, unvollständig belegten, zu Ca1 gehörenden Ca1A-Position sind alle anderen kristallographischen Positionen vollständig besetzt. Entsprechend den chemischen Analysen kann Ca durch REE substituiert werden – allerdings substituiert von den drei verschiedenen Ca-Atomen Ca1, Ca2 und Ca3 lediglich Ca1 die REE, zu circa 14 %. Geringe Mengen an Mangan und Natrium werden für die Positionen Ca2 bzw. Ca3 angenommen. Die oktaedrischen Positionen Ti1 und Fe2 werden hauptsächlich durch Titan mit untergeordneter Substitution durch Fe besetzt, wohingegen Mn1 durch Mn2+ und möglicherweise auch durch Fe2+ besetzt ist. Die dichte Anordnung der Kationen und Anionen in der Cafarsit-Struktur bietet nicht genug Raum für H2O-Moleküle, weshalb der hydratisierte Charakter des Strukturmodells von Andreas Edenharter und Kollegen (1977) durch die aktuellen Strukturverfeinerung nicht unterstützt wird.
In der ebenfalls 2018 erschienenen Arbeit von Giacomo Diego Gatta und Kollegen werden als Baueinheiten der Cafarsit-Struktur (vergleiche die nebenstehende Abbildung) drei unabhängige trigonale AsO3-Pyramiden, ein CaO6F-Polyeder, ein CaO8-Polyeder, zwei unabhängige (Ti,Fe)O6-Oktaeder, ein (Na,Fe,REE)O8-Polyeder und ein (Mn,Fe)O6-Oktaeder aufgeführt. Die Verbindungen zwischen den Polyedern erfolgen hauptsächlich über gemeinsame Kanten und Ecken, wohingegen die trigonalen AsO3-Pyramiden nicht direkt miteinander verbunden sind.

## Eigenschaften

### Morphologie
Cafarsit findet sich meist in Form von aufgewachsenen Einzelkristallen aufgewachsen auf Klüften im Gneis. Er bildet isometrische, flächenreiche Kristalle von maximal 4,5 cm Größe, deren tragende Form vom Hexaeder {100}, vom Oktaeder {111} oder vom Pentagondodekaeder {310} gebildet wird. An weiteren Flächenformen sind bisher lediglich das Rhombendodekaeder {110} und ein weiteres Pentagondodekaeder, bei dem es sich möglicherweise um {510} handelt, nachgewiesen worden. Der unterschiedliche und z. T. stark variierende Habitus der Cafarsit-Kristalle ist darauf zurückzuführen, dass {100}, {111}, {310} und {110} in ihrer Größe variieren und eine Flächenform gelegentlich stark vorherrscht und damit trachtbestimmend ist. Es existieren Cafarsit-Kristalle, die als reine Würfel, Oktaeder oder Pentagondodekaeder vorliegen. Nur das Rhombendodekaeder wurde noch nicht als dominierende Form gefunden. Am häufigsten sind Kombinationen zwischen Würfel und Oktaeder (Kuboktaeder). Zwillinge sind unbekannt.

Tracht und Habitus von Cafarsit-Kristallen (gleiche Farben bedeuten gleiche Flächenformen)
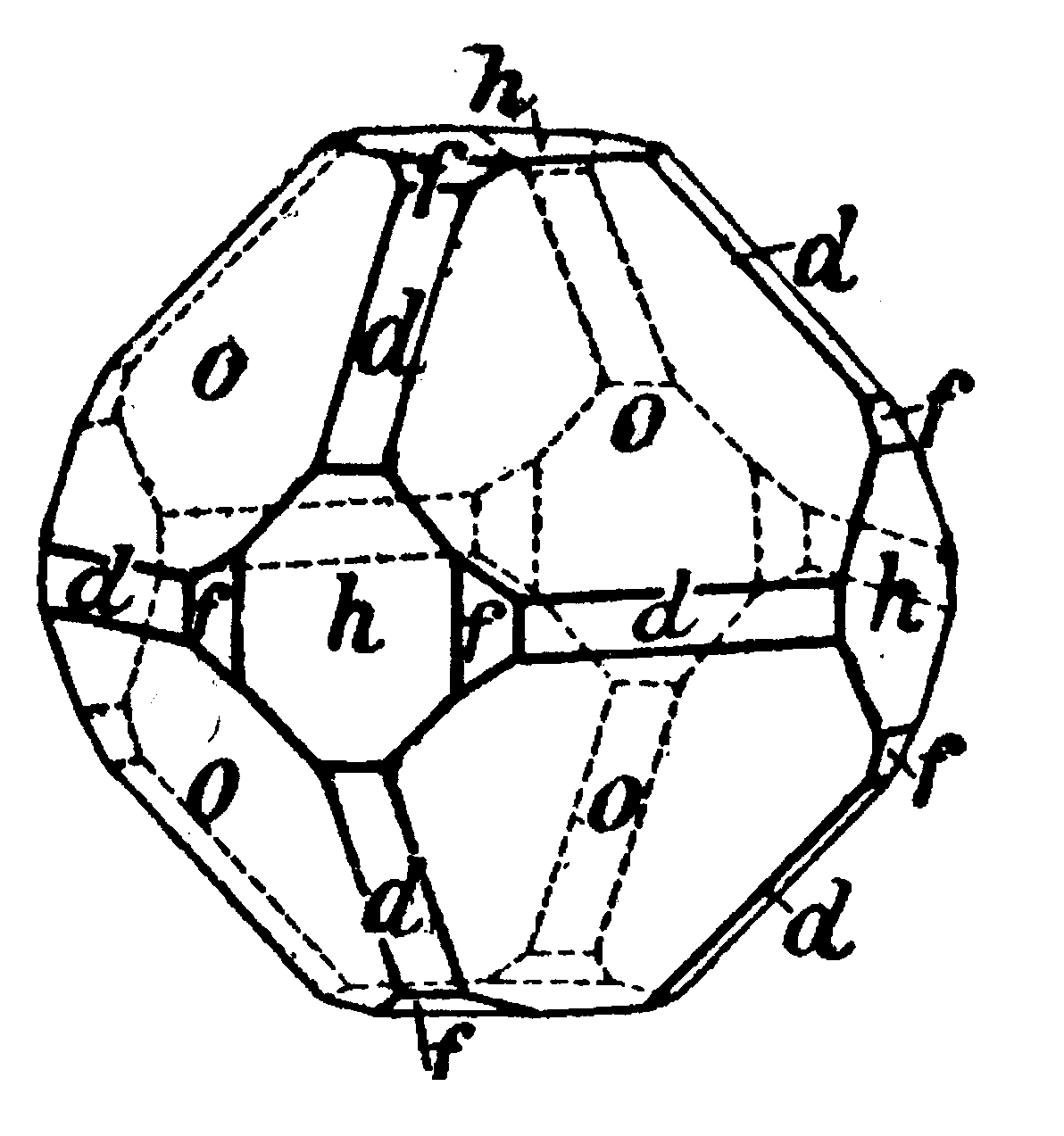
1. Arsenoferrit[14] ist identisch mit Cafarsit
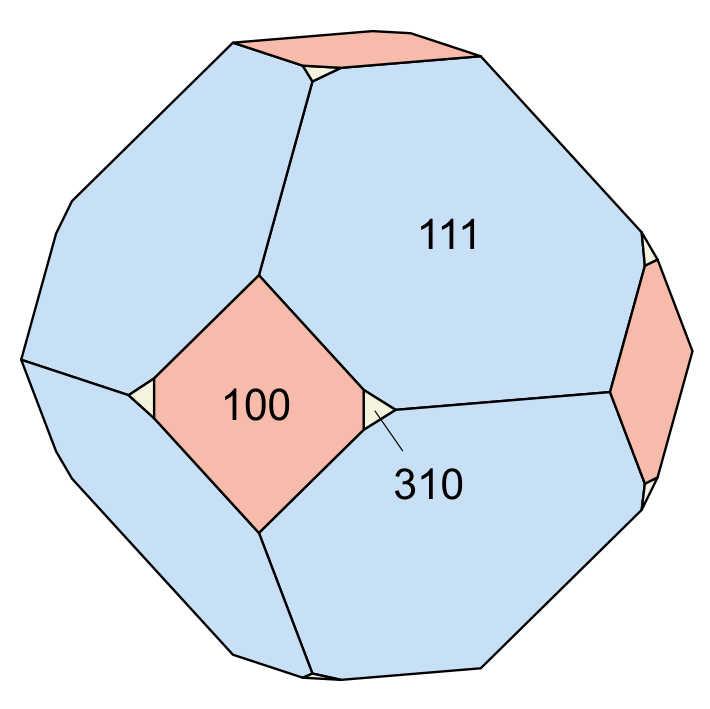
2. kuboktaedrischer Habitus
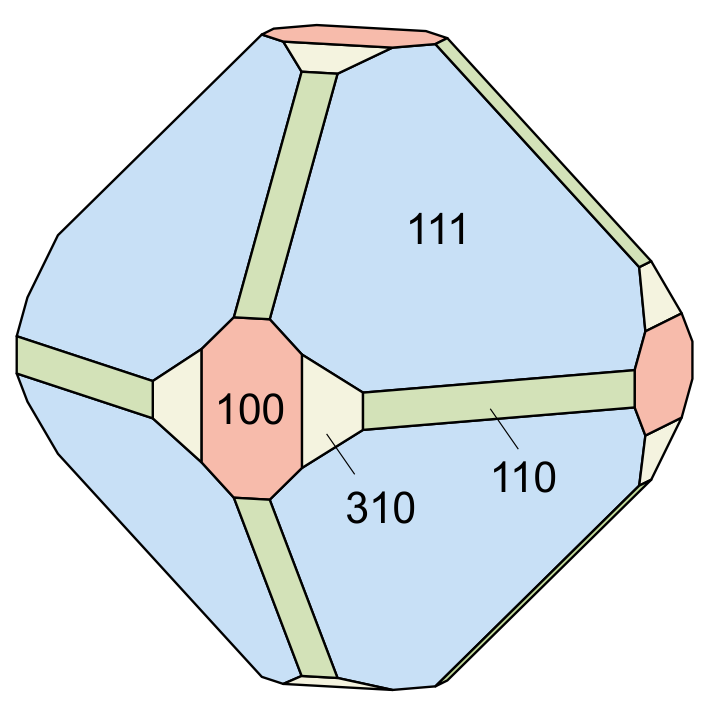
3. kuboktaedrischer Habitus
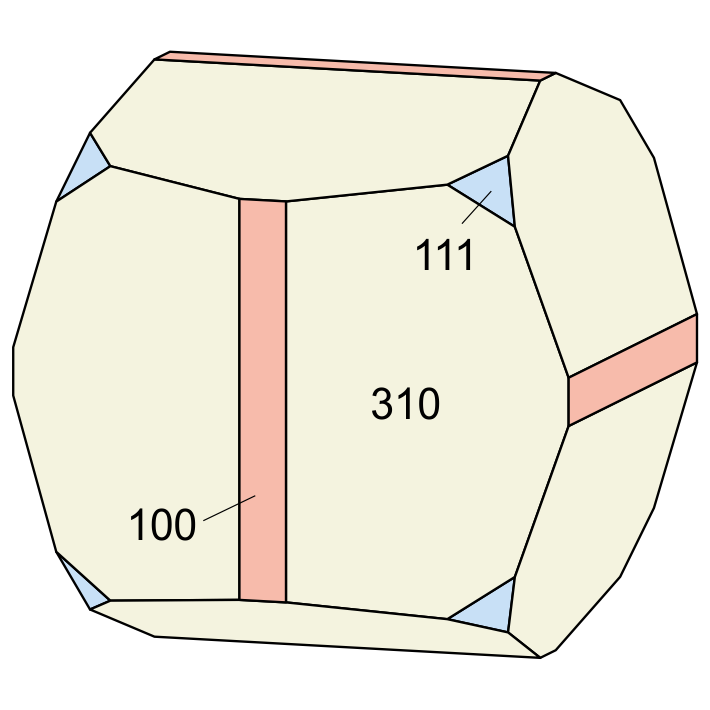
4. pentagondode- kaedrischer Habitus
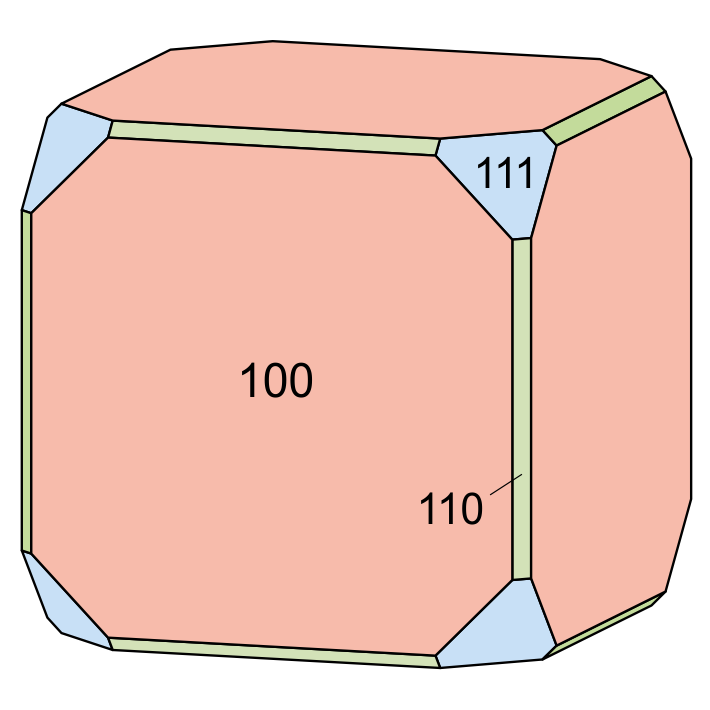
5. hexaedrischer Habitus
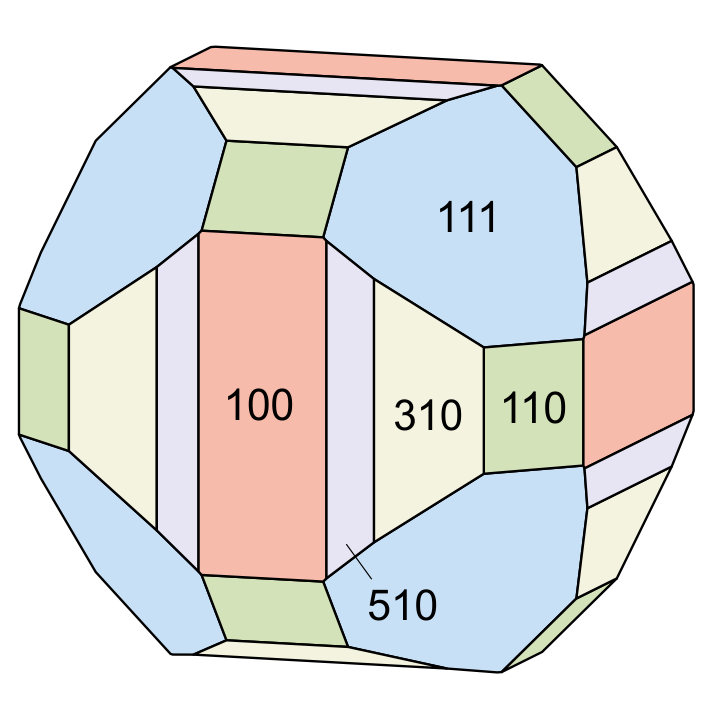
6. extrem flächenreicher Cafarsit-Kristall

Der eigentlich hochglänzende Cafarsit verwittert relativ leicht unter Bildung einer matten, röntgenamorphen braunen Oxidationskruste, welche die Kristalle in einer mehr oder weniger dicken Schicht überzieht. Diese Kruste ähnelt stark limonitisiertem (goethitisiertem) Pyrit. Ein weiteres Verwitterungsprodukt des Cafarsits ist das Yttrium-Arsenat Agardit-(Y), der bei der Verwitterung aus dem Arsen der Arsenit-Gruppe und den REE-Gehalten des Cafarsits entsteht.
Daneben bildet Cafarsit auch Aggregate. Die ersten, von Stefan Graeser am Wannigletscher geborgenen Cafarsite stellten derbe, rotbraune knollige Mineralaggregate von etwa 1 cm Durchmesser dar. In der Goldlagerstätte „Hemlo“ in Ontario/Kanada fand sich der Cafarsit in einem Bohrkern in Form von derben, feinkörnigen, maximal 1 mm großen Aggregaten.

### Physikalische und chemische Eigenschaften
Cafarsit-Kristalle werden als dunkelbraun, in dünnen Splittern hellrot durchscheinend bzw. als schwärzlich (frisch) bis braun (angewittert) und in dünnen Splittern und kleinen frischen Kristallen dunkelrot durchscheinend beschrieben. Die derben Aggregate aus der Goldlagerstätte „Hemlo“ in Kanada sind dunkelrötlichbraun. Die Strichfarbe der Cafarsit-Kristalle wird hingegen als gelbbraun bzw. als braungelb angegeben. Die Oberflächen der opaken, nur in dünnen Splittern durchscheinenden Kristalle zeigen im frischen Zustand einen halbmetallartigen Glanz und sind im angewitterten Zustand erdig. Cafarsit besitzt entsprechend dem starken Glanz eine sehr hohe Lichtbrechung (n ≥ 2,0; n ≥ 2,20). Als kubisches Mineral ist Cafarsit nicht doppelbrechend, jedoch verhält sich das Mineral gelegentlich anisotrop, möglicherweise infolge einer Spannungsdoppelbrechung. Im durchfallenden Licht ist das Mineral tiefrot.
Cafarsit besitzt keine Spaltbarkeit, bricht aber aufgrund seiner Sprödigkeit ähnlich wie Quarz oder Vesuvian, wobei die Bruchflächen muschelig bzw. splittrig ausgebildet sind. Das Mineral weist eine Mohshärte von 5,5 bis 6 auf und gehört damit zu den mittelharten Mineralen, die sich ähnlich gut wie das Referenzmineral Apatit (Härte 5) mit einem Taschenmesser bzw. Orthoklas (Feldspat) mit einer Stahlfeile noch ritzen lassen. Die gemessene Dichte für Cafarsit beträgt 3,90 g/cm³, die berechnete Dichte 3,60 g/cm³.
Cafarsit ist in Salzsäure, HCl, und in Oxalsäure schwer löslich.

## Bildung und Fundorte

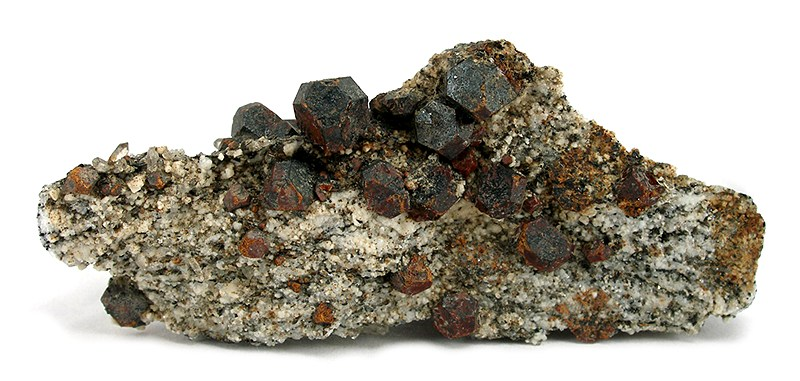
Von einer charakteristischen Verwitterungskruste bedeckte Cafarsit-Kristalle aus dem Gebiet Wannigletscher-Scherbadung, Kriegalptal, Binntal, Wallis, Schweiz (Größe: 7,4 cm × 3,5 cm × 2,2 cm)

Cafarsit ist ein Sekundärmineral, welches sich aufgrund einer Arsenanomalie in den Zweiglimmergneisen am Wannigletscher bilden konnte. Dabei wurde eine in den Gneisen der Monte-Leone-Decke sitzende präalpine, möglicherweise auch variszische, Cu-As-Vererzung mit Tennantit und Chalkopyrit während der Auffaltung der Alpen versenkt und dabei durch eine amphibolitfazielle Regionalmetamorphose überprägt. Heiße hydrothermale Lösungen lösten die Erze teilweise wieder auf. Die arsenhaltigen Erzminerale der primären Vererzung in der Monte-Leone-Decke reagierten mit einem Cl−- und F−-reichen CO2-H2O-Fluid, dessen Herkunft auf die mesozoischen Metasedimente in der Monte-Leone-Decke zurückgeführt wird. Das Arsen oxidierte und wurde vermutlich als H3AsO30-Komplexe transportiert. Diese Lösungen reicherten sich dabei stark mit Arsen an und migrierten, wahrscheinlich entlang von Nordost-Südwest streichenden Bruchsystemen, in Richtung Norden. Die dabei erfolgte Abkühlung führte zur Übersättigung und folglich zur Auskristallisation arsenreicher Minerale. Bei diesen handelte es sich aufgrund der in der Tiefe geringeren Sauerstoffbeteiligung häufig um Arsenite, die im Gegensatz zu Arsenaten mit der funktionellen [As5+O4]-Gruppe die sauerstoffärmere funktionelle [As3+O3]-Gruppe enthalten. Cafarsit stellt neben Asbecasit, Fetiasit und Cervandonit-(Ce) eines dieser in der Natur nur selten auftretenden Arsenit-Minerale dar.
Neben alpinotypen Klüften ist Cafarsit auch in der Goldlagerstätte Hemlo in Ontario/Kanada gefunden worden.
Typische Begleitminerale des Cafarsits sind Asbecasit, Gasparit-(Ce), Chernovit und Synchysit-(Ce) sowie schwach rauchfarbener Quarz, Chlorit (Klinochlor), Turmalin und Tilasit. In der Typpublikation werden als Parageneseminerale des Cafarsits Magnetit, Hämatit, Titanit, Apatit, Anatas, Malachit, Azurit, ein Fahlerz (Tennantit) sowie Molybdänit (Polytyp Molybdänit-6H) angegeben. Der Fotodokumentation innerhalb der Datenbank Mindat.org zufolge wird Cafarsit von Quarz, Agardit-(Y), Magnetit, Hämatit, Asbecasit, Fluorit, Muskovit, Senait, Chlorit (Rhipidolith) und Crichtonit begleitet. Cafarsit kann direkt auf großen Bergkristallen oder auf Asbecasit kristallisieren und ist dann jünger als diese. Ferner sind Funde bekannt, bei denen Anatas auf Cafarsit und Meta-Kahlerit direkt auf oder neben Cafarsit sitzt. Bei der Kristallisation von Agardit-(Y) auf Cafarsit-Kristallen ist das für den Agardit nötige Yttrium sehr wahrscheinlich bei der Verwitterung des Cafarsits freigesetzt worden. Diese drei Minerale sind folglich jünger als der Cafarsit. In „Hemlo“ (Ontario/Kanada) wird der Cafarsit von Molybdänit, Pyrit, Tennantit, Sphalerit und grünem vanadiumhaltigen Muskovit begleitet.
Als sehr seltene Mineralbildung konnte der Cafarsit bisher (Stand 2019) erst von ca. zehn Fundpunkten beschrieben werden. Die Typlokalität für Cafarsit ist das Gebiet Wannigletscher – Westflanke des Scherbadung im Kriegalptal, einem sich nach Südosten erstreckenden Seitental des Binntals, Wallis, Schweiz.
Die Typlokalität befindet sich damit auf der schweizerischen Seite des Berges Scherbadung – Monte Cervandone.
Es existieren eine Reihe weiterer Fundorte, von denen sich der größte Teil aber ebenfalls in der näheren oder weiteren Umgebung des Scherbadung – Monte Cervandone befindet und ebenfalls auf die oben beschriebene Remobilisierung der präexistenten präalpinen Cu-As-Vererzung zurückgeht:
- das Gebiet des „Monte Cervandone“ (einschließlich „Conca del Cervandone“ und „Ghiacciaio della Rossa“), insbesondere die Alpe Devero auf dem Gebiet der Gemeinde Baceno, Valle di Devero – Valle Antigorio – Ossolatal, Provinz Verbano-Cusio-Ossola, Region Piemont, Italien[5][31][32]
- der gleichfalls im Gebiet des „Monte Cervandone“ liegende „Pizzo Bandiera“[31][32]
- der Nordosthang des „Hillehorns“ mit der Lokalität Chummibort, Binntal, Wallis, Schweiz[33]
- der „Gischi-Gletscher“ einschließlich des „Gischihorns“ (italienisch Pizzo Cornera), Kriegalptal, Binntal, Wallis, Schweiz[8]
- der „Gorb“ in der Lärcheltini-Zone, Binntal, Wallis, Schweiz[34][28]
- das Mättital, ein kleines Seitental des Binntales, Wallis, Schweiz, welches vom Weiler bzw. Maiensäss Heiligkreuz in südwestlicher Richtung bis zum 2631 m hohen Steinenjoch reicht[27][24]
- die 1982 entdeckte, nahe dem nordöstlichen Ufer des Oberen Sees befindliche und 35 km östlich von Marathon gelegene riesige „Goldlagerstätte Hemlo“, Ontario, Kanada[23]

Fundstellen für Asbecasit aus Deutschland und Österreich sind damit unbekannt.

## Verwendung
Cafarsit ist aufgrund seiner Seltenheit nur für den Sammler von Mineralen von Interesse.